# Oceaniphisis
Oceaniphisis is een geslacht van rechtvleugeligen uit de familie sabelsprinkhanen (Tettigoniidae). De wetenschappelijke naam van dit geslacht is voor het eerst geldig gepubliceerd in 1992 door Jin.

## Soorten
Het geslacht Oceaniphisis omvat de volgende soorten:
- Oceaniphisis kororensis Kevan, 1992
- Oceaniphisis cookiensis Jin, 1992
- Oceaniphisis forficata Jin, 1992
- Oceaniphisis tongaensis Jin, 1992